# Jerzy Dreyza
Jerzy Wojciech Dreyza (ur. 12 czerwca 1932 w Poznaniu, zm. 10 lipca 2012 w Częstochowie) – polski dziennikarz, ekonomista.

## Życiorys
Jego ojciec Jerzy Antoni Dreyza był uczestnikiem powstania wielkopolskiego w 1918 roku. Podczas II wojny światowej był lekarzem dywizjonu artylerii w 7. pac, a także naczelnym lekarzem Wojskowego Szpitala Polskiego Zakonu Kawalerów Maltańskich w Warszawie. Był uczestnikiem powstania warszawskiego. Matka Maria z domu Jarocka. Dzieciństwo Dreyzy przypadło na lata II wojny światowej. W czasie powstania warszawskiego wstąpił do drużyny harcerskiej na Mokotowie. Był to oddział pomocniczy, zajmujący się głównie zdobywaniem zaopatrzenia w żywność dla oddziałów i szpitali powstańczych w tym rejonie oraz łącznością. Do roku 1949 służył w harcerstwie.
W roku 1952 ukończył Gimnazjum im. H. Sienkiewicza w Częstochowie, w którym zdał egzamin maturalny. Po maturze założył rodzinę: poślubił Anielę z domu Mikietta. Mają trójkę dzieci: Marię, Krystynę i Jerzego.
Był absolwentem Studium Ekonomicznego. Tytuł magistra uzyskał kończąc studia na Wydziale Dziennikarstwa Uniwersytetu Warszawskiego (zob. historia Wydziału Dziennikarstwa i Nauk Politycznych UW).

## Kariera zawodowa
- Dreyza od roku 1957 związany był ze Stowarzyszeniem PAX. Zajmował stanowiska kierownicze oraz pełnił funkcję członka władz naczelnych.
- Jako dziennikarz współpracował z redakcjami: "Słowa Powszechnego" na stanowisku kierownika oddziału redakcji, "Kierunków" oraz "WTK"[1]. Był także redaktorem naczelnym kwartalnika Towarzystwa Przyjaciół Dzieci "Kochajmy Dzieci". Członek Stowarzyszenia Dziennikarzy Polskich.
- Był zastępcą dyrektora oraz pełnił funkcję głównego specjalisty do spraw ekonomicznych w zakładzie przemysłowym "Inco- Veritas". Członek Polskiego Towarzystwa Ekonomicznego.
- W latach 60. pełnił funkcję radnego Miejskiej Rady Narodowej w Częstochowie oraz radnego Wojewódzkiej Rady Narodowej w Katowicach. Dreyza był także wiceprzewodniczącym Zarządu Wojewódzkiego Towarzystwa Przyjaciół Dzieci w Częstochowie. W latach 80. został wiceprzewodniczącym Rady do spraw Rodziny przy wojewodzie częstochowskim. W latach 80. był współzałożycielem i członkiem zakładowej Solidarności. Od roku 1990 piastował urząd prezesa Oddziału w Częstochowie i był członkiem Rady Naczelnej Polskiego Towarzystwa Ziemiańskiego. Był uczestnikiem procesu prac nad kilkoma projektami ustaw reprywatyzacyjnych.
- W latach 1992–97 był przewodniczącym Zarządu Miejskiego Civitas Christiana w Częstochowie oraz wiceprzewodniczącym Zarządu Wojewódzkiego Stowarzyszenia Poszkodowanych Przez III Rzeszę. Przewodniczył również Komisji Weryfikacyjnej. W roku 1993 został szefem sztabu wyborczego Koalicji dla Rzeczypospolitej i kandydował do Sejmu RP. W 1995 przeszedł na emeryturę. Między rokiem 1995 a 2003 pełnił funkcję ławnika i przewodniczącego Rady Ławniczej Sądu Okręgowego w Częstochowie[1].

## Odznaczenia
- Złoty Krzyż Zasługi
- Brązowy Krzyż Zasługi
- Złota Odznaka Honorowa Polskiego Towarzystwa Ekonomicznego
- Medal im. dr Henryka Jordana
- Śląska Nagroda im. Juliusza Ligonia, wręczona za wieloletnią i kreatywną działalność na rzecz Polskiej Formacji Katolickiej (1994)[1]